# کشلیک (آماسیه)
کشلیک (به ترکی استانبولی: Keşlik) یک منطقهٔ مسکونی در ترکیه است که در آماسیه واقع شده‌است.